# وارن کی. لوئیس
وارن کندال لوئیس (انگلیسی: Warren Kendall Lewis؛ زاده ۲۱ اوت ۱۸۸۲ درگذشته ۹ مارس ۱۹۷۵) یک شیمی‌دان اهل ایالات متحده آمریکا بود.